# Ken Scuderi
Kenneth Scuderi detto Ken (Bethpage, 21 agosto 1980) è un ex hockeista su ghiaccio statunitense.

## Biografia
Fratello minore di Rob Scuderi, cominciò a giocare da portiere, prima di divenire, come il fratello, difensore.
Pur essendo stato messo sotto contratto dagli Anaheim Ducks nel 2006, non ha mai giocato in NHL, e vanta una carriera professionistica nelle principali minors nordamericane: in American Hockey League con i Portland Pirates ed in ECHL con Augusta Lynx e Charlotte Checkers
Dopo il ritiro ha avuto un'esperienza, durata un anno, come assistente allenatore dell'Hamilton College.